# Braggia eriogoni
Braggia eriogoni är en insektsart som först beskrevs av Cowen 1895.  Braggia eriogoni ingår i släktet Braggia och familjen långrörsbladlöss.

## Underarter
Arten delas in i följande underarter:
- B. e. eriogoni
- B. e. californica
- B. e. atra